# Washington W. Sheffield

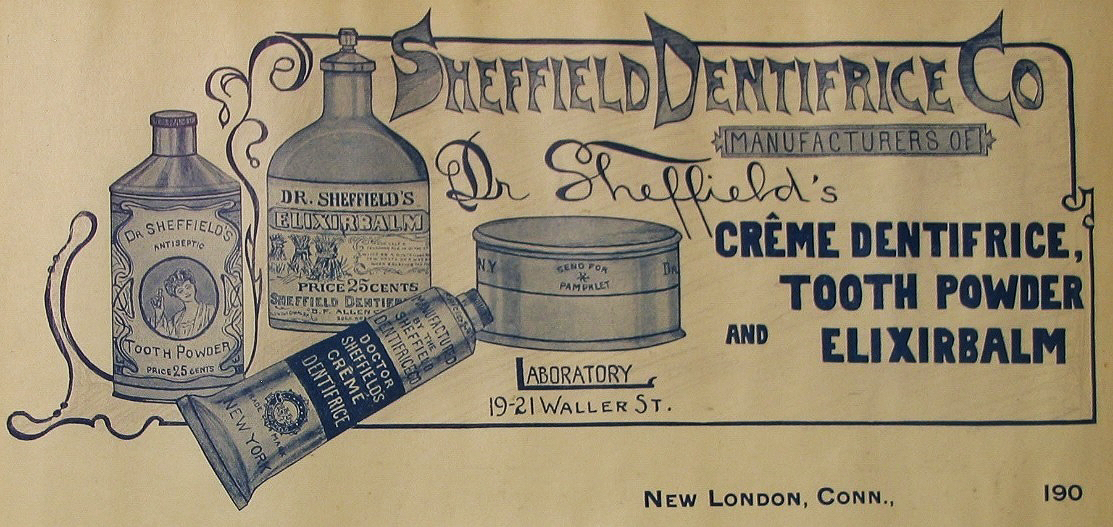
Werbung für Sheffield Dentifrice

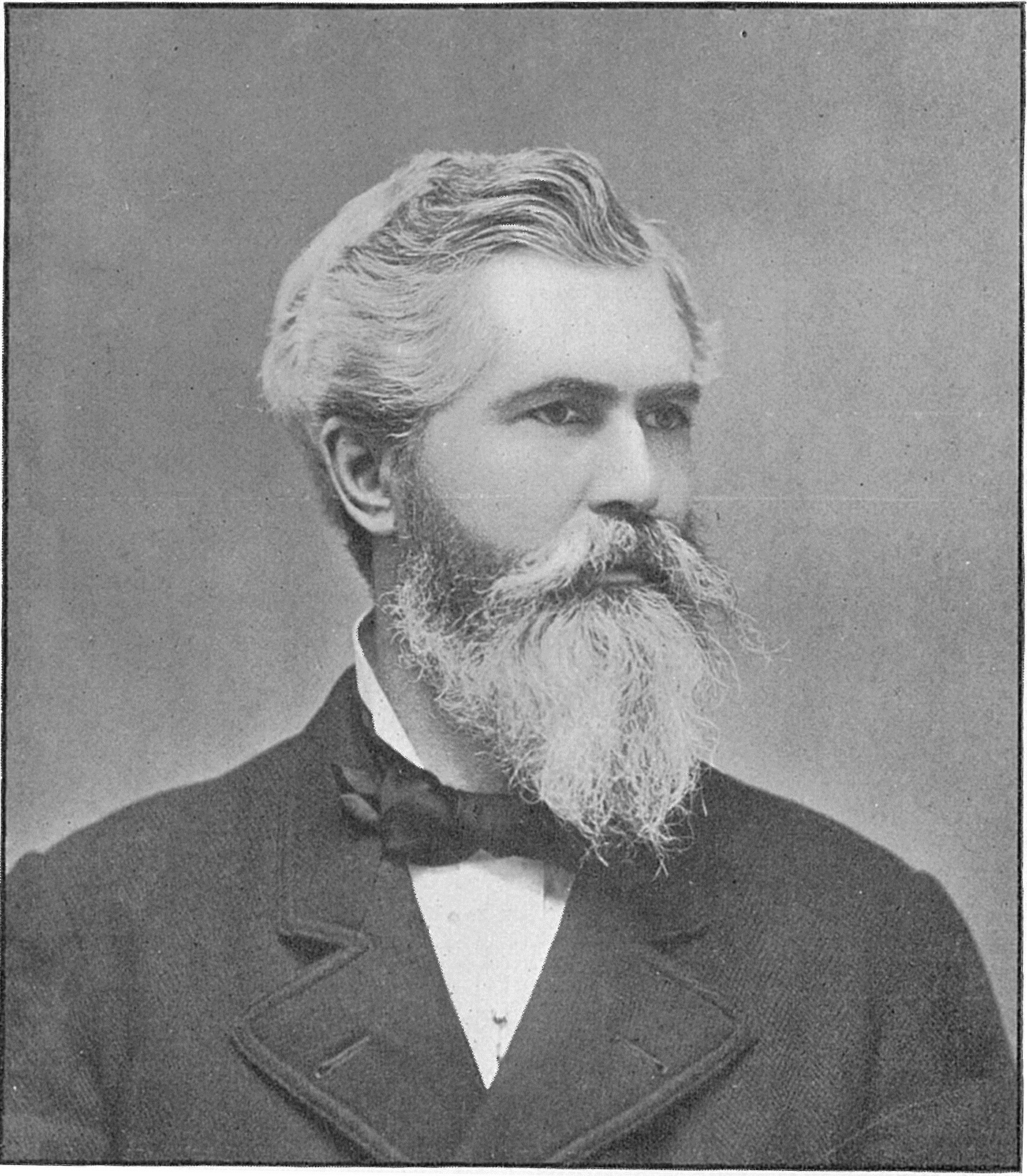
Washington W. Sheffield

Washington Wentworth Sheffield (* 23. April 1827 in North Stontington, Connecticut; † 4. November 1897 in New London, Connecticut) war ein amerikanischer Zahnchirurg, der in den 1870er Jahren die moderne Zahnpasta erfand. Mit der Hilfe seines Sohnes Lucius T. Sheffield war er auch der erste, der die Paste in zusammenfaltbaren Tuben verkaufte. Er galt als fähiger Zahnarzt in Neuengland und den Vereinigten Staaten und leistete wichtige Beiträge zur Zahnmedizin und Zahnchirurgie.
Später führte er seine Unternehmen, die Sheffield Dentifrice Company (die später zu Sheffield Pharmaceuticals wurde) und die International Tooth Crown Company in New London, Connecticut.
Mit Stand von 2024 wird seine ursprüngliche Zahnpasta-Rezeptur weiterhin als Dr. Sheffield's: The Original Toothpaste verkauft.

## Leben und Wirken

### Frühes Leben
Sheffield wurde am 23. April 1827 in North Stonington, Connecticut, als drittes von acht Kindern von Reverend John Sheffield und Eliza (geb. Lewis) Sheffield geboren. Er wuchs in seinem Geburtsort auf und besuchte dort die öffentlichen Schulen.

### Berufliche Karriere
Sheffield begann seine Karriere 1850, nach Abschluss des Colleges für Zahnheilkunde als Assistent des Zahnarztes J. A. G. Comstock in New London, Connecticut und setzte seine zahnärztliche Ausbildung in New York City fort, wo er unter Charles Allen und D. H. Porter arbeitete.
Im April 1852 zog Sheffield nach New London, Connecticut und eröffnete eine langjährige und erfolgreiche Praxis für Zahnmedizin und Zahnchirurgie. Sheffield wurde zu einem der erfolgreichsten Zahnärzte und Zahnchirurgen in den Vereinigten Staaten. Er schloss 1865 sein Studium am Ohio College of Dental Surgery, der zweitältesten zahnmedizinischen Hochschule der Vereinigten Staaten, als Doktor der Zahnchirurgie ab. Im Jahr 1866 erhielt Sheffield vom Präsidenten der Vereinigten Staaten, Andrew Johnson, den Auftrag für die Marine als Zahnchirurg zu arbeiten.

### Heirat und Zusammenarbeit mit seinem Sohn
Sheffield heiratete Harriet P. Browne. Aus dieser Ehe ging ein Kind hervor, der Sohn Lucius T. Sheffield (28. Mai 1854–20. September 1901). Lucius Sheffield wuchs in New London, Connecticut, auf und besuchte die Norwich Free Academy. Er folgte seinem Vater in die Zahnmedizin und Zahnchirurgie.

### Der Weg zur Zahnpasta
Schon früh in seiner zahnärztlichen Praxis entwickelte Sheffield eine Mundspülung, die er jahrelang bei seinen Patienten verwendete. Als er und sein Sohn 1880 die Sheffield Dentifrice Co. gründeten, verbesserten und formulierten sie diese Mundspülung neu und verkauften sie als „Sheffield's Elixir Balm“ für das Zahnfleisch.
Zeitgenössischen Berichten zufolge hatte Sheffield Mitte der 1870er Jahre eine fertige Zahncreme entwickelt, die er mit großem Erfolg bei seinen Patienten einsetzte. Dieser Creme fügte er verschiedene Minzextrakte hinzu, die einen sehr angenehmen Geschmack im Mund seiner Patienten hinterließen, so dass diese um Proben der Zahnpasta baten.
Sheffield teilte seine Zahnpastarezeptur mit seinem Sohn L. T. Sheffield, der zu dieser Zeit in Harvard Zahnmedizin studierte. Als Reaktion auf die Nachfrage der Patienten nach Zahnpasta gründete Sheffield Anfang 1880 ein Produktionsunternehmen und stellte zunächst in seiner Zahnarztpraxis an der Ecke State Street und Green Street in New London, Connecticut, Zahnpasta her. Die Nachfrage wuchs schnell, so dass er gezwungen war, ein Labor und eine Produktionsstätte hinter seinem Wohnhaus zu bauen.
Die Sheffield Dentifrice Co. begann mit der Herstellung seines Mundwassers und eines völlig neuen Produkts. Sheffield und sein Sohn nannten dieses Produkt „Dr. Sheffield's Crème Angelique Dentifrice“. Dieses Produkt war die erste Zahnpasta und wurde in faltbaren Tuben verkauft. Sheffields Sohn, inzwischen Doktor der Zahnmedizin, ließ die Marke dieser ersten Zahnpasta 1881 eintragen.
1883 überarbeitete Sheffield die ursprüngliche „Crème Angelique“-Zahnpastarezeptur. Er nannte die überarbeitete Formel „Dr. Sheffield's Crème Dentifrice“ Zahnpasta. Diese überarbeitete Rezeptur wurde auch noch Jahre nach Dr. Sheffields Tod im Jahr 1897 produziert. Nach 1900 wurde die Sheffield Dentifrice Co. zum Vertragszahnpastahersteller für viele Einzelpersonen und Unternehmen und ist dies bis heute geblieben.
Von 1880 bis 1892 kaufte die Sheffield Dentifrice Co. faltbare Tuben, um die Zahnpasta zu verpacken. Ab 1892 stellte das Unternehmen seine eigenen Falttuben her, indem es Tubenpressen kaufte und eigene Maschinen zur Tubenherstellung herstellte. 1896 begann Colgate & Company mit dem Verkauf ihrer eigenen Zahnpasta, die Sheffields fertiger Zahnpasta nachempfunden war, und verkaufte sie in faltbaren Tuben wie Sheffield.[6][7] 1900 gründete die Zahnpastafirma ein neues Unternehmen namens New England Collapsible Tube Co.[8]

### International Tooth Crown Company
Während seiner Karriere arbeitete Sheffield an der Spitze der Zahnprothetik. Er spezialisierte sich auf Zahnbrücken und Zahnkronen. Im Jahr 1885 erhielt Sheffield ein Patent für eine Zahnbrücke, die mehrere Kronen auf abgebrochenen oder kariösen Zähnen zusammenhält. 1886 gründeten Sheffield und sein Sohn die International Tooth Crown Company, mit Lucius T. Sheffield als Präsident und W. W. Sheffield als Schatzmeister. Dieses Unternehmen kaufte die Kronenpatente von zwei prominenten Zahnärzten, James E. Low und Cassius M. Richmond. Alle diese Kronen- und Brückenpatente wurden in einem Unternehmen zusammengefasst, das die beiden Ärzte als Sheffield's Perfect Crowning System bewarben. Sheffield und sein Sohn erhielten von Zahnärzten in aller Welt Lizenzgebühren, wenn sie Kronen und Brücken verwendeten, die unter die Patente der Sheffields fielen.